# Кожевников, Андрей Львович
Кожевников Андрей Львович (25 августа 1802 — 20 апреля 1867) — декабрист, участник восстания на Сенатской площади, подпоручик (1824), действительный статский советник (1858). Минский губернатор (1863 г.).

## Биография
Из дворян Московской губернии.
Отец — государственный деятель (на момент рождения сына Андрея - олонецкий вице-губернатор) Лев Александрович Кожевников брат Матвей Львович Кожевников.
Воспитывался в Московском университетском пансионе и в Московском учебном заведении для колонновожатых.
С 1820 г. - унтер-офицер Бородинского пехотного полка.
С 1824 г. - переведён в лейб-гвардии Гренадерский полк.
С 1825 г. - член Северного общества.
Участвовал в восстании декабристов, во время присяги Николаю I с галереи полковых казарм кричал близ стоящему батальону: «Кому и зачем присягаете? Где же Константин Павлович?».
14 декабря 1825 г. арестован в казармах полка, на следующий день доставлен в Петропавловскую крепость.
13 июня 1826 г. согласно повелению императора, по передержании 6 месяцев в крепости, переведён в Сибирские гарнизонные полки.
В 1826 г. переведён тем же чином в Иркутский гарнизонный полк.
Участник Русско-турецкой  войны (1829),награжден серебряной медалью в память Турецкой войны.
В 1855 г. награждён знаком отличия беспорочной службы за XXV лет.
В 1843 г. служил в Пскове майором корпуса лесничих.
С 1858 по 1862 гг. - управляющий Гродненской палатою госимуществ.
Являлся также членом Комитета о земских повинностях, Комитета об обеспечении содержанием православного духовенства, Губернского попечительного о тюрьмах Комитета.
С 1863 г. - минский  губернатор , председатель Минского попечительства детских приютов.
Похоронен в Санкт-Петербурге на Смоленском кладбище.

## Семья
Дети
- Виссарион Андреевич Кожевников (1855 - после 1932 гг.). Инженер-технолог Министерстве путей сообщения. 28 июня 1930 г. репрессирован, осужден на 10 лет исправительно-трудовых лагерей. Срок отбывал в лазарете станции Майгуба, как инвалид 1-й группы, затем на Соловках, в январе 1932 г. переведен на станцию Кузема Мурманской железной дороги[5][6]
- Александр Андреевич Кожевников (1864-1941) - служащий «Электротреста», погиб в блокаду[7]